# ألبرتو كورتينا
ألبرتو كورتينا (بالإسبانية: Alberto Cortina)‏ هو شخصية أعمال إسباني، ولد في 20 يناير 1947 في مدريد في إسبانيا.